# Los orfebres
Los orfebres es el décimo disco de Pez, grupo de rock argentino. Fue grabado en los días 28 y 29 de agosto de 2007 en los Estudios ION y mezclado por Mauro Taranto con la asistencia de Rosamel Gómez Rivas, César Checho Marcos y Camila Huguet. La masterización estuvo a cargo de Mario Breuer. El diseño del arte pertenece a Alejandro Leonelli y las fotografías a Florencia Rodríguez Leucha y Constanza Coti Niscóvolos.
En la lista de canciones confirmada se destaca una canción de la época del disco autotitulado de 1998: "Hay lo que hay" (que sirvió para titular el documental sobre el grupo, de 2003). Estos temas muestran a Pez lejos de la faceta folk mostrada en su anterior álbum, Hoy (2006) y más cercano a la idea mostrada en Folklore (2004): mucha más distorsión y menos sutileza. Inicialmente el disco iba a titularse Angular, pero en septiembre se anunció que el título sería Los orfebres.

## Lista de canciones
1. “Los orfebres” (letra y música: Ariel Minimal)
2. “Spuistraat 249” (letra: Ariel Minimal; música: Franco Salvador)
3. “Último acto” (letra y música: Ariel Minimal)
4. “Confuso como un héroe” (música: Leopoldo Pepo Limeres y Ariel Minimal)
5. “Ni discos de Bob” (letra y música: Ariel Minimal)
6. “¡Salvajes!” (letra y música: Ariel Minimal)
7. “(A Alejandro Jodorowsky)” (letra y música: Ariel Minimal)
8. “Hay lo que hay” (letra y música: Ariel Minimal)
9. “Rey, verdugo y esclavo” (letra y música: Ariel Minimal)
10. “Acelera sus latidos corriendo a ningún lado como un toro asustado” (letra y música: Ariel Minimal)
11. “Y cuanto más grita menos es escuchado” (letra: Ariel Minimal; música: Franco Salvador)
12. “Existencialismo” (letra: Ariel Minimal; música: Gustavo Fósforo García)